# Élie Cartan
Élie Joseph Cartan (Dolomieu (Isère), 9 de abril de 1869-París, 6 de mayo de 1951) fue un matemático francés, que llevó a cabo trabajos fundamentales en la teoría de grupos de Lie y sus usos geométricos. También hizo importantes contribuciones a la relatividad general e indirectamente a la mecánica cuántica. Está ampliamente considerado como uno de los más grandes matemáticos del siglo XX.
Defendió con éxito su tesis sobre grupos de Lie en la Escuela Superior de París en 1894. La originalidad e importancia del trabajo de Cartan no se apreciaron hasta bien avanzada su vida. Recibió títulos honoríficos de la Universidad de Harvard en 1936 y de muchas otras universidades. También fue elegido presidente de la Academia de Ciencias de Francia en 1946 y miembro extranjero de la Royal Society un año después.

## Biografía
Estudió en el Lycée Janson de Sailly de París y en la Escuela Normal Superior de París en 1888. Después de su doctorado en 1894, trabajó en Montpellier y Lyon, haciéndose profesor en Nancy en 1903. Obtuvo un puesto en París en 1909, y pasó a ser profesor en 1912. Se retiró en 1942. Fue padre del matemático Henri Cartan y del físico Louis Cartan.

## Trayectoria académica
Élie Cartan ganó el concurso de matemáticas de la agrégation en 1891, pero nunca dio clases en el instituto. Hizo el servicio militar de 1891 a 1892, y luego fue becario del Collège de France (fundación Pécot) de 1892 a 1894. Durante este periodo mantuvo una fructífera correspondencia con Sophus Lie y se doctoró en matemáticas en la Facultad de Ciencias de París en 1894. A continuación, fue nombrado profesor de matemáticas y luego de astronomía en la Facultad de Ciencias de Montpellier, que abandonó dos años después, en 1896, para ir a la Facultad de Lyon. En 1901 se convirtió en examinador de ingreso en la Escuela Naval.
Se casó en 1903 y el 1 de agosto de ese año fue encargado del curso de cálculo diferencial e integral en la Facultad de Ciencias de Nancy, en sustitución de su antiguo profesor Émile Lacour. Élie Cartan se convirtió en titular de la cátedra el 1 de noviembre de 1904, cuando tenía 35 años. También se encargó de enseñar los elementos de análisis a los estudiantes del instituto de electrotecnia y mecánica aplicada. En 1909, Élie Cartan fue nombrado profesor de la Facultad de Ciencias de la Universidad de París, en sustitución de Jacques Hadamard, que fue destinado al Collège de France.
De 1910 a 1912 se encargó del curso de matemáticas generales por intercambio de enseñanza con Claude Guichard. Durante este periodo puso en marcha los trabajos prácticos de matemáticas generales que consistían en la realización de cálculos prácticos como la resolución aproximada de ecuaciones, el cálculo aproximado de integrales definidas, el uso de tablas que daban los valores numéricos de las funciones enteras y de las integrales elípticas o el uso de aparatos de cálculo. Un centenar de estudiantes siguen estos ejercicios. También se encargó del servicio de exámenes de Paul Painlevé, que fue elegido adjunto a la cátedra de matemáticas generales.
A partir de 1909 también enseñó en la Escuela de Física y Química Industrial de la ciudad de París. En 1912, tras la muerte de Jules Tannery5, fue nombrado titular de la segunda cátedra de cálculo diferencial e integral, creada tras la integración de la École normale supérieure en la Universidad de París en 1904. Durante más de 20 años, fue delegado parcial o totalmente (14 años) en la École normale supérieure para impartir clases de matemáticas.
En 1920 fue trasladado a la cátedra de mecánica racional (en sustitución de Paul Painlevé). En 1922 se le encargó el curso de mecánica analítica y mecánica celeste (en sustitución de Paul Painlevé6 ) y Paul Montel, titular de la cátedra de matemáticas generales, se encargó del curso de mecánica racional. En 1924, sucedió a Claude Guichard en la cátedra de geometría superior. Cuando se creó la biblioteca del Instituto Henri-Poincaré en 1928, la biblioteca y la sala de modelos del laboratorio de geometría superior se trasladaron allí.
Fue elegido miembro de la Academia de Ciencias en 1931. Se retiró de la universidad en 1940 y se convirtió en miembro del Bureau des Longitudes en 1945. Fue miembro extranjero de la Academia Rumana.
La escuela de su ciudad natal, Dolomieu, lleva su nombre, al igual que el instituto7 de La Tour-du-Pin, subprefectura de Isère, y el Instituto Élie Cartan de Nancy de la Universidad de Lorena.

## Labor matemática
En su propia opinión, el tema principal de sus trabajos (186 publicados durante el período 1893-1947) fue la teoría de grupos de Lie. Comenzó trabajando sobre el material fundacional de las álgebras de Lie simples complejas, ordenando el trabajo previo de Friedrich Engel  y Wilhelm Killing. Esto dio como resultado la clasificación definitiva, con la identificación de las cuatro familias principales y de los cinco casos excepcionales. También introdujo el concepto de grupo algebraico, que no sería desarrollado seriamente antes de 1950. 
Definió la noción general de forma diferencial antisimétrica, del modo en el que se utiliza actualmente; su enfoque a los grupos de Lie con las ecuaciones de Maurer-Cartan requería 2-formas para su determinación. En aquella época, lo que se dio en llamar sistemas de Pfaff (es decir, ecuaciones diferenciales de primer orden dadas como 1-formas) eran de uso general; por medio de la introducción de las variables nuevas para las derivadas, y formas adicionales, se pudo llegar a una formulación muy general de los sistemas de EDP. Cartan agregó la derivada exterior, como operación enteramente geométrica e independiente de las coordenadas, lo que conduce naturalmente a la necesidad de discutir p-formas, de grado general p. Cartan reconoció la influencia en él de la teoría general de Riquier de EDP. 
Con estos fundamentos (Grupos de Lie y formas diferenciales) produjo un gran corpus de trabajo, y también algunas técnicas generales, como el marco móvil, que quedaron incorporadas gradualmente en la corriente principal de las matemáticas.

### Sistemas diferenciales
Los métodos de Cartan en la teoría de los sistemas diferenciales son quizás su logro más profundo. Rompiendo con la tradición, intentó desde el principio formular y resolver los problemas de forma completamente invariante, independientemente de cualquier elección particular de variables y funciones desconocidas. Así, por primera vez fue capaz de dar una definición precisa de lo que es una solución "general" de un sistema diferencial arbitrario. Su siguiente paso fue intentar determinar también todas las soluciones "singulares", mediante un método de "prolongación" que consiste en unir nuevas incógnitas y nuevas ecuaciones al sistema dado, de tal forma que cualquier solución singular del sistema original se convierte en una solución general del nuevo sistema. Aunque Cartan demostró que en todos los ejemplos que trató su método conducía a la determinación completa de todas las soluciones singulares, no consiguió demostrar en general que esto sería siempre así para un sistema arbitrario; tal demostración fue obtenida en 1955 por Masatake Kuranishi.
La principal herramienta de Cartan fue el cálculo de formas diferenciales exteriores, que ayudó a crear y desarrollar en los diez años siguientes a su tesis y que aplicó a diversos problemas de geometría diferencial, grupos de Lie, dinámica analítica y relatividad general. Discutió un gran número de ejemplos, tratándolos en un estilo extremadamente elíptico que sólo fue posible gracias a su asombrosa perspicacia algebraica y geométrica.

### Geometría diferencial
Las contribuciones de Cartan a la geometría diferencial no son menos impresionantes, y puede decirse que revitalizó todo el tema, ya que el trabajo inicial de Riemann y Darboux se estaba perdiendo en aburridos cálculos y resultados menores, como había sucedido con la geometría elemental y la teoría de invariantes una generación antes. Su principio rector fue una considerable extensión del método de los "marcos móviles" de Darboux y Ribaucour, al que dotó de una tremenda flexibilidad y potencia, mucho más allá de todo lo que se había hecho en geometría diferencial clásica. En términos modernos, el método consiste en asociar a un haz de fibras E el haz de fibras principal que tiene la misma base y que tiene en cada punto de la base una fibra igual al grupo que actúa sobre la fibra de E en el mismo punto. Si E es el haz tangente sobre la base (que desde Lie se conocía esencialmente como el colector de "elementos de contacto"), el grupo correspondiente es el grupo lineal general (o el grupo ortogonal en geometría clásica euclídea o riemanniana). La capacidad de Cartan para manejar muchos otros tipos de fibras y grupos permite atribuirle la primera idea general de haz de fibras, aunque nunca lo definió explícitamente. Este concepto se ha convertido en uno de los más importantes en todos los campos de las matemáticas modernas, principalmente en la geometría diferencial global y en la topología algebraica y diferencial. Cartan lo utilizó para formular su definición de conexión, que hoy en día se utiliza universalmente y ha superado los intentos anteriores de varios geómetras, realizados después de 1917, de encontrar un tipo de "geometría" más general que el modelo riemanniano y quizás mejor adaptada a una descripción del universo en la línea de la relatividad general.
Cartan mostró cómo utilizar su concepto de conexión para obtener una presentación mucho más elegante y sencilla de la geometría de Riemann. Sin embargo, su principal contribución a esta última fue el descubrimiento y estudio de los espacios simétricos de Riemann, uno de los pocos casos en los que el iniciador de una teoría matemática fue también quien la llevó a término. Los espacios simétricos de Riemann pueden definirse de varias maneras, la más sencilla de las cuales postula la existencia alrededor de cada punto del espacio de una "simetría" que es involutiva, deja el punto fijo, y preserva las distancias. El hecho inesperado descubierto por Cartan es que es posible dar una descripción completa de estos espacios mediante la clasificación de los grupos de Lie simples; por tanto, no debe sorprender que en diversas áreas de las matemáticas, como las funciones automórficas y la teoría analítica de números (aparentemente alejada de la geometría diferencial), estos espacios desempeñen un papel cada vez más importante.

### Pseudogrupos de Lie
Después de resolver el problema de la estructura de los grupos de Lie que Cartan (siguiendo a Lie) llamó "grupos continuos finitos" (o "grupos de transformación finitos"), Cartan planteó el problema similar para los "grupos continuos infinitos", que ahora se llaman Pseudogrupos de Lie, un análogo de dimensión infinita de los grupos de Lie (hay otras generalizaciones infinitas de los grupos de Lie). El pseudogrupo de Lie considerado por Cartan es un conjunto de transformaciones entre subconjuntos de un espacio que contiene la transformación idéntica y posee la propiedad de que el resultado de la composición de dos transformaciones en este conjunto (siempre que esto sea posible) pertenece al mismo conjunto. Como la composición de dos transformaciones no siempre es posible, el conjunto de transformaciones no es un grupo (sino un groupoide en terminología moderna), de ahí el nombre de pseudogrupo. Cartan consideró sólo aquellas transformaciones de los colectores para las que no existe subdivisión de los colectores en las clases transpuestas por las transformaciones consideradas. Tales pseudogrupos de transformaciones se denominan primitivos. Cartan demostró que todo pseudogrupo primitivo infinito de transformaciones analíticas complejas pertenece a una de las seis clases siguientes: 1) el pseudogrupo de todas las transformaciones analíticas de n variables complejas; 2) el pseudogrupo de todas las transformaciones analíticas de n variables complejas con un jacobiano constante (es decir, transformaciones que multiplican todos los volúmenes por el mismo número complejo); 3) el pseudogrupo de todas las transformaciones analíticas de n variables complejas cuyo jacobiano es igual a uno (es decir, transformaciones que preservan volúmenes); 4) el pseudogrupo de todas las transformaciones analíticas de 2n > 4 variables complejas que preservan una cierta integral doble (el pseudogrupo simpléctico); 5) el pseudogrupo de todas las transformaciones analíticas de 2n > 4 variables complejas que multiplican la integral doble mencionada por una función compleja; 6) el pseudogrupo de todas las transformaciones analíticas de 2n + 1 variables complejas que multiplican una cierta forma por una función compleja (el pseudogrupo de contacto). Existen clases similares de pseudogrupos para los pseudogrupos primitivos de transformaciones reales definidas por funciones analíticas de variables reales.

## Obras
Sus primeras investigaciones matemáticas versaron sobre grupos y álgebras de Lie. En 1894 escribió una clasificación de estos últimos en el campo de los números complejos. A continuación, se dedicó a la teoría de las álgebras asociativas. Hacia 1910, introdujo la noción de espín, un vector complejo que permite expresar las rotaciones del espacio mediante una representación bidimensional, antes del descubrimiento del espín de las partículas elementales en la física cuántica.
Ya en 1922 contribuyó a perfeccionar ciertas herramientas matemáticas de la relatividad general (en particular los tensores de Ricci), ampliando la geometría de Riemann a lo que sería la geometría de Riemann-Cartan. Élie Cartan introdujo y clasificó los espacios simétricos. También introdujo la noción de grupo algebraico, que sólo se desarrolló seriamente en la segunda mitad del siglo XX.
Teórico de talento, Élie Cartan también tenía una gran capacidad para hacer que sus alumnos comprendieran los conceptos más difíciles. Desempeñó un importante papel en la formación de matemáticos en el periodo de entreguerras9.
Sus trabajos comprendieron 15 áreas. Usando terminología moderna, son estas: 
1. Los grupos de Lie
2. Las representaciones de grupos de Lie
3. Los números hipercomplejos, las  álgebras de división
4. Los sistemas de EDPs, teorema de Cartan-Kähler
5. Teoría de equivalencia
6. Los conjuntos integrables, teoría de prolongación  y de los sistemas en involución
7. Los grupos y pseudogrupos infinito-dimensionales
8. Geometría diferencial y los marcos móviles
9. Espacios generalizados con grupos de estructura y conexión, conexión de Cartan, holonomía, tensor de Weyl
10. Geometría y topología de los grupos de Lie
11. Geometría de Riemann
12. Los espacios simétricos
13. La topología  de grupos compactos y sus espacios homogéneos
14. Invariantes integrales y mecánica clásica
15. Relatividad, los espinores

## Reconocimientos
- El cráter lunar Cartan lleva este nombre en su honor.[8]